# Nicole Struse
Nicole Struse je njemačka stolnotenisačica.
1. svibnja 2000. postala je članom Sportfördergruppe njemačkog Bundeswehra u Mainzu.

## Karijera
Nastupala je na Olimpijskim igrama 1992., 1996., 2000. te 2004., a najbolji je uspjeh postigla 2004. godine gdje je u paru s Elkom Schall stigla do trećeg kruga natjecanja. 1995. je bila prva na europskoj ljestvici, a 2004. je osvojila turnir Europa Top-12.
 2005. je po osmi put osvojila njemačko prvenstvo u pojedinačnoj kokurenciji čime je oborila rekord Hilde Bussmann i Trude Pritzi. 2006. su Wu Jiaduo i ona osvojile njemačko prvenstvo u parovima. U ožujku 2009. je bila šesta u Njemačkoj, no poslije toga više nije bila rankirana jer nije igrala stolni tenis 12 mjeseci.

## Klubovi
- SSVg Haan (od 1980)
- TTC Fortuna Solingen
- DSC Kaiserberg (1985–1986)
- Weiß-Rot-Weiß Kleve (1986–1987)
- Spvg Steinhagen (1987–1994)
- TSG Dülmen (1994–1997)
- Assistance Coesfeld (1997–1998)
- Montpellier TT  (1999–2000)
- FSV Kroppach (2000–2009)
- SV Böblingen (2009-?)